# MUBI
MUBI (/ˈmuːbi/; Anteriormente The Auteurs) es un distribuidor, productor y servicio de streaming basado en la suscripción que ofrece una selección curada de películas. MUBI también alberga una base de datos de la industria cinematográfica y una revista en línea llamada La Libreta.
MUBI tiene una colección de películas en constante rotación. Cada día, MUBI agrega una película nueva que permanece en el servicio de streaming durante 30 días. Su servicio está disponible por medio de internet, dispositivos Roku y PlayStation, Amazon, Apple televisión, LG y Samsung Smart TVs, así como en los dispositivos móviles que incluyen iPhone, iPad y Android. MUBI Tiene oficinas en Londres, Nueva York, Berlín, Ciudad de México, Viena y Melbourne.

## Historia
Originalmente llamado The Auteurs, MUBI fue fundado en 2007 como una red social para cinéfilos por Efe Çakarel, un entrepreneur turco. El objetivo era lograr una interfaz sencilla y estética. Çakarel cuenta que  empezó a trabajar en MUBI cuando no pudo ver la película Con Ánimo de Amar on-line en una cafetería en Tokio. En 2010, la compañía cambió su nombre a MUBI.
MUBI es una plataforma curada VOD que exhibe una selección de 30 películas a la vez. En el 2020, MUBI lanzó la BIBLIOTECA, la cual permite que sus miembros vean películas previamente seleccionadas por sus curadores.
MUBI también es una distribuidora y productora Algunas de sus coproducciones incluyen Autoridad portuaria (Danielle Lessovitz), Despedida Amor (Ekwa Msangi), Mon Légionnaire (Rachel Lang), y Maníaco Cop (Nicolas Winding Refn).

## Estrenos
En el 2016, MUBI empezó a estrenar películas teatralmente en los Estados Unidos y Reino Unido.